# Ginger Snaps
Ginger Snaps is een Canadese weerwolvenfilm uit 2000 geregisseerd door John Fawcett. De film werd in 2004 opgevolgd door Ginger Snaps 2: Unleashed en Ginger Snaps Back: The Beginning. De titel is een woordspeling: het betekent Ginger slaat/draait door, maar Gingersnap is ook de naam van een koekje dat lijkt op kruidnoten.

## Verhaal
De zussen Ginger en Brigitte Fitzgerald zijn geobsedeerd door het macabere, de dood en elkaar. Ze hebben elkaar gezworen om samen te sterven, en vrezen de puberteit. Op de dag dat Ginger voor het eerst ongesteld wordt, wordt ze 's nachts bij volle maan gebeten door een beest. De wonden genezen snel, maar de dagen daarna verandert Gingers uiterlijk en gedrag dramatisch. Ginger wijt de veranderingen aan de puberteit, maar haar jongere zus weet beter, en gaat op zoek naar een medicijn.

## Rolverdeling
| Acteur             | Personage               |
| ------------------ | ----------------------- |
| Katharine Isabelle | Ginger Fitzgerald       |
| Emily Perkins      | Brigitte 'B' Fitzgerald |
| Kris Lemche        | Sam                     |
| Mimi Rogers        | Pamela Fitzgerald       |
| Jesse Moss         | Jason McCardy           |
| Danielle Hampton   | Trina Sinclair          |
| John Bourgeois     | Henry Fitzgerald        |
| Peter Keleghan     | Mr. Wayne               |
| Christopher Redman | Ben                     |
| Jimmy MacInnis     | Tim                     |
| Lindsay Leese      | Schoolzuster Ferry      |
| Wendii Fulford     | Ms. Sykes               |

## Prijzen en nominaties
- (2000) - Special Jury Citation award Toronto International Film Festival - Karen Lee Hall & Steven Hoban
- (2000) - Semana Internacional de Cine Fantástico de Málaga (Beste Film) - Karen Lee Hall & Steven Hoban

## Vervolgfilms
- Ginger Snaps 2: Unleashed (2004, sequel op 1e deel)
- Ginger Snaps Back: The Beginning (2004, prequel)